# Orășeanul Japoniei medievale
ORĂȘEANUL JAPONIEI MEDIEVALE
Înainte de secolul al VIII-lea nu exista în Japonia o capitală fixă, curtea fiind mutată de la un oraș la altul. Creșterea puterii centrale va duce la crearea, în anul 710, a unei capitale, sub împărăteasa Gemmei (707-715), în câmpia Yamato, la Nara. Aici a fost fondată prima universitate, care avea o facultate de medicină, căreia îi era anexată și o grădină botanică. În această eră, sistemul militar impunea ca fiecare al treilea om între 20 și 60 de ani să fie chemat sub arme (un an în capitală și trei ani la frontieră), trebuind să-și asigure singur echipamentul și hrana. Dintre centrele urbane ieșeau în evidență Osaka, Yekko și Nagasaki. 
Casele orășenilor nu difereau prea mult de cele medii de la sat. Pereții casei erau din împletituri de trestie sau de uluci de bambus, uneori acoperiți cu un strat mai gros de lut. Casa avea mai multe încăperi, dintre care cea principală, cu dușumea. Unele case aveau acoperișul de șindrilă în dublă pantă, în față cu un șanț de scurgere a apei și o mică grădină.